# Zwankendamme
Zwankendamme est un village de la commune de Bruges, en Flandre-Occidentale, en Belgique.